# فولتا كاتالونيا 1950
فولتا كاتالونيا 1950 (بالإسبانية: Volta a Cataluña 1950)‏ هو سباق دراجات هوائية، وهو الموسم رقم 30 من السباق، وأقيم خلال الفترة 17 سبتمبر 1950، وحتى 24 سبتمبر 1950، وقد شارك في السباق  84 متسابقاً ووصل إلى نهايته  40 متسابقاً.
فاز فيه بالمركز الأول  Antonio Gelabert ‏، وبالمركز الثاني  خوسيه سيرا جيل، وبالمركز الثالث  Francisco Masip ‏.

## الفائزون
| الترتيب | الفائز            |
| ------- | ----------------- |
| الفائز  | Antonio Gelabert ‏ |
| الثاني  | خوسيه سيرا جيل    |
| الثالث  | Francesco Massip ‏ |